# Lactuca hispida
Lactuca hispida (syn. Cephalorrhynchus tuberosus) — вид рослин із родини айстрових (Asteraceae).

## Біоморфологічна характеристика
Дворічна рослина 50–60 см заввишки, з бульбоподібно потовщеним корінням. Стебло порожнє, вгорі гіллясте, рясно забезпечене плівчастими залізистими волосками. Листки тонкі, голі, охоплюють стебло; нижні — б.-м. ліроподібно-перистороздільні. Кошики численні, з 8–12 жовтих квіточок, зібрані в щиткоподібно-волотеве залозисте суцвіття. Обгортка складається із залозисто-щетинних, майже ланцетних зовнішніх і довших внутрішніх листочків. Сім'янки лінійно-веретеноподібні, з 5 поздовжніми борозенками, поперечно-зморшкуваті й нагорі з шипиками; чубчик із шорстких, що легко опадають волосків. Цвітіння: червень і липень.

## Середовище проживання
Зростає у Європі й Західній Азії (Сербія та Косово, Македонія, Албанія, Румунія, Болгарія, Греція (у т. ч. Східні Егейські острови), Туреччина, Україна: Крим, Північний Кавказ, Грузія, Вірменія, Азербайджан).
В Україні вид росте по лісових узліссях, у чагарниках, на гірських схилах — на ПБК, досить часто.